# Shades of Grey (Zvezdna vrata SG-1)
Shades of Grey je naslov epizode znanstveno-fantastične serije Zvezdna vrata, v kateri se ekipa SG-1 odpravi na planet Tollan, da bi tam posredovali pri kupčiji z orožjem. O'Neill se razjezi, ko Tollanci nočejo sodelovati pri prodaji. Menijo, da bodo Zemljani orožje uporabili proti sebi, in ne zato, da bi se zavarovali pred Goa'uldi. O'Neill se na presenečenje vseh odloči za drastično dejanje in ogorčeni general Hammond ga nemudoma razreši njegovih dolžnosti.
Polkovnik Jack O'Neill in general Hammond sta zaskrbljena, saj ju Asgardi in Tollanci nenehno opominjajo, da naj prenehajo s tatvinami. Oba sta nad tem začudena, saj oba dobro vesta, da nista nikoli izdala ukaza za kaj takega. Zato skujeta načrt, s katerim bi O'Neill se vtihotapil v to skupino, ki krade. Načrt se jima posreči, in tako ukinejo skupino, ki ji je poveljeval polkovnik Mayborne